# Julius Gause
Julius Sascha Konstantin Gause (* 15. Juni 2004 in Freiburg im Breisgau) ist ein deutscher Schauspieler und Regisseur.

## Leben und Wirken
Julius Gause wuchs in Freiburg im Breisgau auf, bis er 2014 nach Berlin zog. Gause spielte zunächst kleinere Rollen in ZDF und ARD sowie in einer Musical-Produktion von Ralph Siegel. 
2017 spielte er seine erste Episodenhauptrolle in ZDF-Fernsehserie Frühling.
Es folgten verschiedene Rollen im deutschen Fernsehen. Als Darsteller war er am Set in einer durchgehenden Hauptrolle für die ARD/CBS Co-Produktion Oderbruch und in einer Hauptrolle in der ARD-Produktion Nach uns der Rest der Welt und zuletzt in dem Kinofilm Das Licht vom Tom Tykwer zu sehen.

## Filmografie
- 2018: Ella Schön (Nebenrolle)
- 2018: Frühling – Familie auf Probe, ZDF (Episodenhauptrolle)
- 2019: Der Ranger – Paradies Heimat: Entscheidungen, ARD (Episodenhauptrolle)
- 2020: Letzte Spur Berlin – Rückkehr (Episodenrolle)
- 2020: Morden im Norden – Schweres Erbe (Episodenhauptrolle)
- 2020: Furia, Norwegische Produktion (Episodennebenrolle)
- 2021: Schlaflos in Portugal, ARD (Ensemblehauptrolle)
- 2021: Lauchhammer (Nebenrolle)
- 2021: Der Flensburg Krimi – Der Tote am Strand, ARD (Episodenhauptrolle)
- 2022: SUGAR (Kinofilm, Gause & Gause GmbH) (Regie & Drehbuch)
- 2023: Nach uns der Rest der Welt, ARD (Hauptrolle)
- 2023: Die Bergretter – Aus Angst (Episodenhauptrolle)
- 2024: Oderbruch, ARD/CBS-Serie (Durchgehende Hauptrolle)
- 2025: Das Licht
- 2025: Rosenthal